# 抱きしめたいっ!
抱きしめたいっ!（だきしめたいっ！）は、2005年4月7日から2006年3月30日まで日本テレビ系列で毎週木曜23:40 - 翌0:20（2005年10月より23:25 - 23:55、いずれもJST）に放送された、よみうりテレビ制作のバラエティ番組である。
当初は、週替わりゲストが芸能人の交友関係を本音で告白するトークが主な内容であったが、2005年10月の放映時間変更に伴い、複数名の週替わりゲストのプライベートに関するクイズ・ゲームバラエティ番組へとリニューアルされた。

## 出演者
レギュラー
- 陣内孝則
- 今田耕司
- MEGUMI

ナレーション
- 真地勇志
- 三村ロンド
- 森一丁
- 深沢邦之（Take2、2005年10月 - ）

上記以外にも、青二プロダクション所属のナレーターがナレーションを担当することもあった。

## スタッフ
- 構成：高須光聖、村上卓史、松井洋介
- プレーン：一文無隼人、江戸川ダビ夫、下田雄大、藤本昌平
- TP (テクニカルプロデューサー)：深谷高史
- SW (スイッチャー)：岩田一己
- CAM (カメラマン)：遠山康之、小出豊
- VE (ビデオエンジニア)：原啓教、水野博道
- AUD (音声)：片山勇、篠良一
- カメラクレーン：宮本直也 ( - 2005年9月)
- 照明：石井健治、香川和代
- 音響効果：北澤寛之（ヴェントゥオノ）
- 編集：白田進児
- MA：渡辺和也（アンサーズ）
- 美術：永田勝明
- セットデザイン：別所晃吉
- 美術進行：小山千香子
- 劇画イラスト：高杉健二郎 ( - 2005年9月)
- メイク：TEES
- スタイリスト：直井政信（陣内担当）、f.i.j（今田担当）、安藤麻衣子、浅川くみ（MEGUMI担当）
- 番組広報：丸谷忍、本山亜紀子、藤本美歩（読売テレビ）
- 制作デスク：山本美沙恵
- ディレクター：近藤創、藁科誠、高橋敬治
- 演出：金城聖門
- プロデューサー：岡本浩一・中村元信（読売テレビ）、阪口知里・山田貢（吉本興業）、西田治朋、若生さとみ
- チーフプロデューサー：武野一起（読売テレビ）
- 技術協力：ニユーテレス、プログレッソ、フジアール、アンサーズ、3×7、VOXEL
- 収録スタジオ：砧スタジオ、IMAGICA
- スタッフ協力：クロスブリード、ランブル・ビー、オフィスぼくら
- 制作協力：吉本興業
- 制作著作：読売テレビ